# Cyrtophleba pollyclari
Cyrtophleba pollyclari là một loài ruồi trong họ Tachinidae.